# Internet Explorer 3
Internet Explorer 3 – graficzna przeglądarka internetowa produkcji Microsoft wydana 13 sierpnia 1996 dla Microsoft Windows i 8 stycznia 1997 dla platformy Apple Mac OS. IE3 można było obsługiwać pod platformami Windows 3.1, Windows 95 i Windows NT.

## Historia
| Główna wersja | Szczegółowa wersja | Data wydania     | Zmiany                                                              | Dostarczony z    |
| ------------- | ------------------ | ---------------- | ------------------------------------------------------------------- | ---------------- |
| Wersja 3      | 3.0 Alpha 1        | marzec 1996      | Ulepszona obsługa HTML: tabelki, ramki, Comic Chat i inne elementy. |                  |
| Wersja 3      | 3.0 Alpha 2        | maj 1996         | Obsługa VBScriptu i JScriptu.                                       |                  |
| Wersja 3      | 3.0 Beta 2         | lipiec 1996      | Obsługa CSS i Javy.                                                 |                  |
| Wersja 3      | 3.0                | sierpień 1996    | Ostateczne wydanie.                                                 | Windows 95 OSR 2 |
| Wersja 3      | 3.01               | październik 1996 | Kilka poprawek.                                                     | Mac OS 8.1       |
| Wersja 3      | 3.02               | marzec 1997      | Kilka poprawek.                                                     |                  |